# Comuna Dubivka, Hornostaiivka
Dubivka (în ucraineană Дубівка) este o comună în raionul Hornostaiivka, regiunea Herson, Ucraina, formată din satele Dubivka (reședința) și Zaporizke.

## Demografie
Componența lingvistică a comunei Dubivka
     Ucraineană (95,15%)
     Rusă (4,19%)
     Alte limbi (0,39%)
Conform recensământului din 2001, majoritatea populației comunei Dubivka era vorbitoare de ucraineană (95,15%), existând în minoritate și vorbitori de rusă (4,19%).